# نوتشيتو
نوتشيتو هيبلدية في مقاطعة كونيو في منطقة بيدمونت الإيطالية، وتقع على بعد حوالي 90 كيلومتر (56 ميل) جنوب شرق تورينو وحوالي 40 كيلومتر (25 ميل) شرق كونيو. في 31 ديسمبر 2004، كان عدد سكانها 451 نسمة ومساحتها 7.6 كيلومتر مربع (2.9 ميل2). 
تضم بلدية نوتشيتو عدة تقسيمات فرعية من قرى ونجوع أهمها: فيلا، نيكوليني، كاراميلي، ليفراتو، كاديري، رواتا، سترا فييا.
تقع نوتشيتو على حدود البلديات التالية: بانياسكو وباتيفولو وتشيفا وبيرلو.